# Lugari District
Lugari District war ein Distrikt in der kenianischen Provinz Western. Die Hauptstadt des Distriktes war Lugari. Bis 1998 gehörte das Gebiet zum Kakamega District. Im Rahmen der Verfassung von 2010 wurden die kenianischen Distrikte aufgelöst. Das Gebiet gehört heute zum Kakamega County.

## Gliederung
Der Lugari District war in drei Divisionen, zehn Locations und 28 Sub-Locations gegliedert.
| Divisionen |           |               |
| Division   | Einwohner | Fläche in km² |
| Lukuyani   | 099.074   | 302           |
| Lugari     | 087.041   | 266,3         |
| Matete     | 048.421   | 101,9         |
| Gesamt     | 234.536   | 607           |

## Wirtschaft
Im Lugari District waren 90 % der Bevölkerung in der Landwirtschaft tätig. Hauptsächlich wurden Mais, Bohnen, Hirse, Tabak, Kaffeebohnen und Baumwolle angepflanzt.
Im Jahr 2000 lebten 57 % der Bevölkerung im Lugari District unterhalb der Armutsgrenze.

## Gesundheitswesen
Der Distrikt verfügte über 51 Einrichtungen des Gesundheitswesen, in denen vorrangig Malaria, Hauterkrankungen, Diarrhoe und Atemwegsinfektionen behandelt wurden. Die Säuglingssterblichkeit lag bei 1,3 %, 1,84 % der Kinder starben vor dem 5. Geburtstag. 10–19 % der Gesamtbevölkerung im Lugari District waren HIV-positiv oder an AIDS erkrankt. Viele Kinder unter fünf Jahren waren mangelernährt, die Müttersterblichkeit war hoch.